# Parapholidoptera castaneoviridis
Parapholidoptera castaneoviridis är en insektsart som först beskrevs av Brunner von Wattenwyl 1882.  Parapholidoptera castaneoviridis ingår i släktet Parapholidoptera och familjen vårtbitare. Inga underarter finns listade i Catalogue of Life.